# ザ・ミラクル (曲)
「ザ・ミラクル」（The Miracle）は、イギリスのロックバンド、クイーンの楽曲である。作曲はフレディ・マーキュリーとジョン・ディーコン（クレジットは「クイーン」）。アルバム『ザ・ミラクル』のリリースから半年後の1989年11月下旬、アルバムからの最後のシングルとしてリリースされたタイトルチューン。EMI発売のクイーンのアルバムとしては、五枚のシングルがカットされたのは初めてのことであった。

## 解説
フレディとジョンがコードを書きテーマを決定した後、フレディがメロディを書き始めた。歌詞や音楽アイディアは4人それぞれから集められたが、アルバム収録時の取り決めにより曲は実際の作曲者に関わらず、クレジットはクイーンとなっている。フレディとブライアンはこの曲をお気に入りの1つとしているが、ロジャーはグレイテスト・ビデオ・ヒッツIIのオーディオコメントで「この曲は気に入っていないが、『信じられないほど複雑なトラック』としてこの曲を尊重する」と述べている。
この曲では、『神の創造した大小のもの(all god's creations great and small)』として、ゴールデンゲートブリッジやタージ・マハルのような著名な建造物、他にバベルの塔やカインとアベルといった聖書の記述、キャプテン・クック、ジミ・ヘンドリックスのような有名人を挙げており、この曲では全てが「奇跡 (miracle)」とされている。

## ジャケット
シングルのジャケットには、ホログラムを逆にしたアルバムのジャケットが使われている。シングルのB面には、アルバム『世界に捧ぐ』からの『マイ・メランコリー・ブルース』と共に『ストーン・コールド・クレイジー』のライヴバージョンが収録されている。

## プロモーションビデオ
楽曲のミュージックビデオは、4人の少年（ブライアン役にポール・ハワード、ジョン役にジェームズ・カーリー、ロジャー役にアダム・グラディシュ、フレディ役にロス・マッコール）がクイーンに扮してステージでパフォーマンスするという内容である（ビデオの終盤には本物のクイーンが現れる）。ビデオでフレディを演じたマッコールは、70年代（ロングヘア、ハーレキンレオタード）、80年代初期（濃い口ひげ、革ジャケット、パンツ）、80年代中期のライヴ・エイド、86年マジック・ツアー（黄色の革ジャケット、パンツ、アディダスのスニーカー）と、フレディの4つの衣装を着ている。ロジャーによれば、フレディはビデオでの演技が上手かった少年たちについて「(当時もうツアーをしないと宣言していた)自分たちに代わって少年らをツアーに送ろう」と冗談を言ったという。ロックマガジンのNMEの2011年版によれば、ブライアンを演じた少年（ハワード）は、現在ロンドンのロックバンド、シルバリーのフロントマンであるという。

## シングル収録曲

### 7インチ盤
1. ザ・ミラクル - The Miracle (Queen)
2. ストーン・コールド・クレイジー (ライヴ・アット・ザ・レインボー‘74) - Stone Cold Crazy (Live At The Rainbow, London '74) (Queen)

### 12インチ盤
1. ザ・ミラクル - The Miracle (Queen)
2. ストーン・コールド・クレイジー (ライヴ・アット・ザ・レインボー・ロンドン '74) - Stone Cold Crazy (Live At The Rainbow, London '74) (Queen)
3. マイ・メランコリー・ブルース (ライヴ・アット・ヒューストン・テキサス '77) - My Melancholy Blues (Live At Houston, Texas '77) (Freddie Mercury)

## 担当
- フレディ・マーキュリー - リードヴォーカル、コーラス、ピアノ、シンセサイザー
- ブライアン・メイ - エレクトリックギター、コーラス
- ロジャー・テイラー - ドラムス、パーカッションコーラス
- ジョン・ディーコン - ベース

## チャート
| チャート (1989年) | ピーク | 週間 |
| ----------------- | ------ | ---- |
| オランダ          | 16     | 9    |
| ドイツ            | 78     | 4    |
| アイルランド      | 23     | 1    |
| イギリス          | 21     | 5    |